# تيبور تيسا
تيبور تيسا (بالمجرية: Tisza Tibor)‏ هو لاعب كرة قدم مجري في مركز الهجوم، ولد في 10 نوفمبر 1984 في دبرتسن في المجر. شارك مع منتخب المجر تحت 21 سنة لكرة القدم ومنتخب المجر لكرة القدم. أما مع النوادي، فقد لعب مع رويال أنتويرب ونادي أويبست ونادي دبرتسني ونادي ديوسجوري ونادي سينت ترويدن.

## وصلات خارجية
- تيبور تيسا على موقع قاعدة بيانات كرة القدم.إي يو (الإنجليزية)
- تيبور تيسا على موقع ناشيونال فوتبول تيمز (الإنجليزية)
- تيبور تيسا على موقع Soccerbase.com (لاعب) (الإنجليزية)
- تيبور تيسا على موقع Soccerway.com (الإنجليزية)